# Revolta em Montenegro (1941)
A Revolta em Montenegro (em servo-croata:  Ustanak u Crnoj Gori / Устанак у Црној Гори), comumente conhecida como Revolta de 13 de Julho (em servo-croata:  Trinaestojulski ustanak / Тринаестојулски устанак) foi um levante contra as forças de ocupação italianas em Montenegro. Iniciado pelo Partido Comunista da Iugoslávia em 13 de julho de 1941, foi suprimido em seis semanas, mas continuou com uma intensidade muito menor até a Batalha de Pljevlja em 1 de dezembro de 1941. Os insurgentes foram liderados por uma combinação de comunistas e ex-oficiais do Exército Real Iugoslavo de Montenegro. Alguns dos oficiais tinham sido recentemente libertados de campos de prisioneiros de guerra após a sua captura durante a invasão da Iugoslávia. Os comunistas administraram a organização e forneceram comissários políticos, enquanto as forças militares insurgentes eram lideradas por ex-oficiais. Toda a nação rejeitou a posição privilegiada oferecida pelos seus ocupantes, rejeitou a capitulação para lutar pela Iugoslávia, juntamente com a "Rússia" (os insurgentes nacionalistas viam a União Soviética como a Rússia no início da revolta). 
Três semanas após o início da revolta, os insurgentes conseguiram capturar quase todo o território de Montenegro. As tropas italianas foram forçadas a recuar para os seus redutos em Pljevlja, Nikšić, Cetinje e Podgorica. Os principais comandantes insurgentes incluíam os ex-oficiais Coronel Bajo Stanišić e o Major Đorđije Lašić, com o capitão Pavle Đurišić emergindo como um dos principais líderes depois de se distinguir durante o ataque bem-sucedido que liderou a Berane ao lado das forças comunistas.
A contra-ofensiva de mais de 70 mil soldados italianos, comandados pelo general Alessandro Pirzio Biroli, foi auxiliada pela Milícia Muçulmana de Sandžak e pelas forças irregulares albanesas das áreas fronteiriças entre Montenegro e Albânia, e reprimiu o levante em seis semanas. Os ex-oficiais do Exército Real Iugoslavo e os comunistas estavam em disputa sobre a estratégia do insurgente. Os nacionalistas queriam proteger as aldeias montanhosas caso fossem atacadas. Os comunistas discordaram e organizaram uma luta frontal contra as forças italianas na qual as forças rebeldes foram derrotadas. Ocorreu uma divisão entre os insurgentes devido às suas derrotas, que foram infligidas pelos italianos, e porque alguns dos insurgentes perceberam que a revolta era liderada pelos comunistas. Josip Broz Tito demitiu Milovan Đilas do comando das forças partidárias em Montenegro por causa de seus erros durante a revolta, particularmente porque Đilas escolheu uma luta frontal em vez de táticas de guerrilha contra as forças italianas e por causa de seus "Erros Esquerdistas". Após a grande derrota de 1 de dezembro de 1941 durante o ataque mal sucedido das forças comunistas à guarnição italiana em Pljevlja, muitos soldados abandonaram as forças partidárias e juntaram-se aos Chetniks anticomunistas. Após esta derrota, os comunistas aterrorizaram as pessoas que consideravam suas inimigas, o que antagonizou muitos em Montenegro.
A derrota das forças comunistas durante a Batalha de Pljevlja, combinada com a política de terror que prosseguiram, foram as principais razões para a expansão do conflito entre os insurgentes comunistas e nacionalistas no Montenegro na sequência da revolta. Na segunda quinzena de dezembro de 1941, os oficiais militares nacionalistas Đurišić e Lašić iniciaram uma mobilização de unidades armadas separadas dos Partidários.
No início de março de 1942, Đurišić conseguiu um dos primeiros acordos de colaboração entre os italianos e os chetniks. Este acordo foi entre Đurišić e Pirzio-Biroli, e relacionado com a área de operações da 19.ª Divisão de Infantaria Venezia. Em maio de 1942, Đurišić atacou e derrotou o último destacamento partidário significativo em Montenegro. Com base em acordos assinados pelos italianos com Đurišić e outros líderes chetniks, a ocupação italiana no Montenegro foi então efectivamente reduzida a cidades, enquanto os chetniks permaneceram no controlo do resto do território do Montenegro. No segundo trimestre de 1942, uma ofensiva conjunta ítalo-Chetnik resultou na retirada das forças partidárias restantes de Montenegro.

## Contexto
Em abril de 1941, a Alemanha e a Itália invadiram Montenegro, os alemães da Bósnia e Herzegovina e os italianos da Albânia. Os alemães retiraram-se posteriormente, deixando aos italianos a ocupação da área.
Devido ao colapso do Exército Iugoslavo, a população em geral de Montenegro teve fácil acesso a grandes quantidades de armas e munições militares. Em julho de 1941, o Partido Comunista da Iugoslávia tinha mais de 1 800 membros e outros 3 000 jovens, localizados na área de Montenegro, Kotor e Sandzak. A maioria deles estava pronta para iniciar um levante armado contra as potências do Eixo e, em particular, os ocupantes italianos. As queixas relacionavam-se principalmente com a expulsão do povo montenegrino da região do Kosovo e da Voivodina, bem como com o afluxo de refugiados de outras partes da Jugoslávia. Outros refugiados fugiam do terror dos Ustaše nas regiões ao longo das fronteiras com a Bósnia e Herzegovina. Os montenegrinos também odiavam os italianos porque tinham anexado à Albânia importantes territórios de produção de alimentos em torno do Kosovo e uma instalação de produção de sal em Ulcinj. Isto foi associado aos danos económicos infligidos pela retirada temporária de circulação de notas jugoslavas de 500 dinares e mais.
Mas o evento que desencadeou a revolta foi a proclamação de um Reino restaurado de Montenegro liderado por um regente italiano e liderado pelo separatista montenegrino Sekula Drljević e os seus apoiantes, conhecidos como "Verdes" (zelenaši). Esta proclamação foi anunciada pelo Ministério das Relações Exteriores italiano. Foi emitido para a assembleia de separatistas montenegrinos convocada pela Itália, realizada em 12 de julho de 1941. A revolta eclodiu no dia seguinte.

## Revolta

### Sucesso inicial dos insurgentes

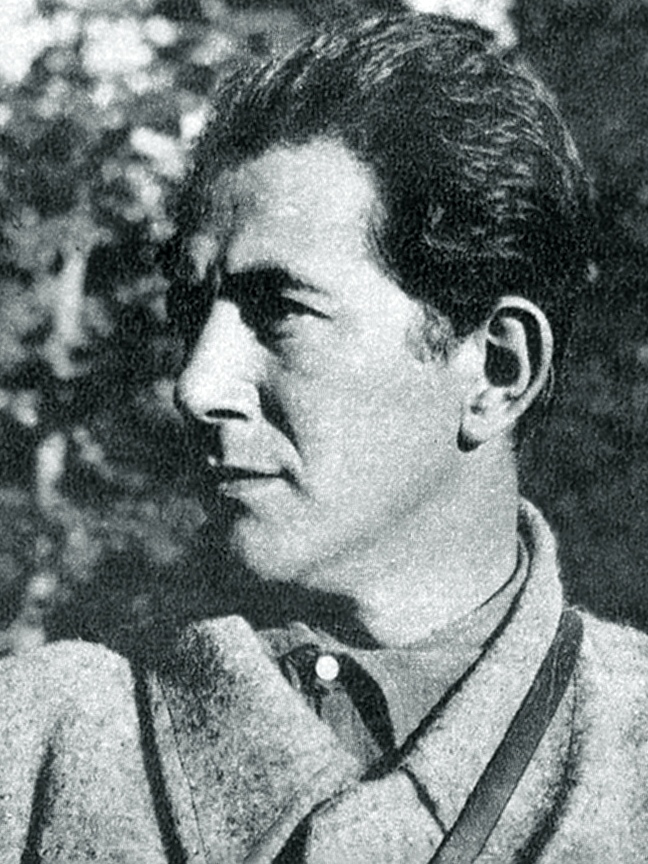
Milovan Đilas

No início de julho de 1941, um membro sênior do Politburo do Comitê Central do Partido Comunista da Iugoslávia, Milovan Đilas, chegou a Montenegro vindo de Belgrado para iniciar a luta comunista contra as forças ocupantes.  A revolta geral em Montenegro eclodiu em 13 de julho de 1941, iniciada pelo Partido Comunista da Iugoslávia. Um grande número de não-comunistas juntou-se à revolta, incluindo muitos ex-oficiais do Exército Real Iugoslavo, alguns pró-comunistas, mas a maioria com fortes sentimentos nacionalistas. Foi o terceiro levante na Iugoslávia ocupada pelo Eixo no verão de 1941. As forças insurgentes eram lideradas por antigos oficiais, alguns dos quais tinham sido recentemente libertados de campos de prisioneiros de guerra. Os comunistas trataram da organização e forneceram comissários políticos. Os insurgentes também incluíam um grande número de nacionalistas sérvios conhecidos como "brancos" (em sérvio:  бјелаши) e aldeões armados. Os insurgentes tomaram o controlo de pequenas cidades e aldeias na fase inicial da revolta.
Em 14 de julho, os insurgentes atacaram os gendarmes italianos em Mojkovac e logo capturaram a cidade. Em 15 de julho, em Košćele, perto de Rijeka Crnojevića, dois destacamentos de 80 insurgentes (de Ljubotinj e Ceklin) emboscaram um comboio de caminhões que transportava o II Batalhão da Guarda de Fronteira Italiano de Podgorica. As forças italianas foram enviadas para libertar Cetinje, que estava sitiada pelos insurgentes. Após oito horas de batalha, os insurgentes foram vitoriosos e mataram 70-80 soldados e oficiais italianos, feriram 260 e capturaram os 440 restantes 
Os insurgentes capturaram vários pequenos barcos em Virpazar. No dia 16 de julho, utilizaram um deles para transportar 46 soldados italianos capturados para Scutari, em troca de suprimentos médicos e alimentos.
Em 17 de julho, em meio ao pior dos combates durante o ataque bem-sucedido que liderou a Berane, o então capitão Pavle Đurišić se destacou, e emergiu como um dos principais comandantes do levante. Durante o ataque a Berane, Đurišić lutou ao lado das forças insurgentes comunistas.  Đilas tentou fazer com que Stanišić aceitasse o comando geral do levante, mas Stanišić recusou. Em 18 de julho, Đilas estabeleceu o Comando das Tropas Populares de Libertação de Montenegro, Boka e Sandžak sob seu próprio comando, com o conselho dos ex-oficiais do Exército Iugoslavo que estavam dispostos a lutar sob o controle comunista. Em 20 de julho, os insurgentes capturaram Bijelo Polje com uma guarnição italiana de 180 soldados e oficiais.
Três semanas após o início da revolta, as tropas italianas foram forçadas a recuar para os seus redutos em Pljevlja, Nikšić, Cetinje e Podgorica. Milovan Đilas e Arso Jovanović foram enviados da Sérvia para coordenar as ações dos insurgentes. Segundo Cavallero, a maioria das forças insurgentes foram lideradas por ex-oficiais do Reino da Iugoslávia até o final de outubro de 1941.

### Contra-ofensiva italiana

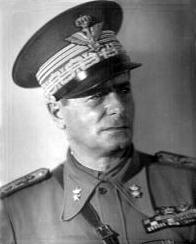
O general Alessandro Pirzio Biroli acreditava que a única coisa que a mentalidade balcânica reconhecia era a força.

Em 16 de julho de 1941, o General Cavallero, Comandante-em-Chefe do Grupo de Exércitos Italiano na Albânia, deu ordem ao General Alessandro Pirzio Biroli para reprimir a revolta "a qualquer custo". Em 25 de julho de 1941, Benito Mussolini nomeou Biroli, ex-governador de Asmara, com plenos poderes civis e militares em Montenegro. Ele acreditava que a força era a única coisa que a mentalidade dos Balcãs reconhecia. É por isso que ele pediu retaliação extrema. Em 5 de agosto, Biroli emitiu uma ordem à população para entregar todas as armas de fogo e, em 8 de agosto, ordenou o confisco dos bens dos insurgentes.
Biroli comandou a contra-ofensiva italiana que foi a primeira ofensiva das forças ocupantes do Eixo na Iugoslávia. As tropas italianas consistiam em seis divisões (Messina, Puglie, Pusteria, Taro, Venezia e Cacciatori delle Alpi), duas Legiões Camisas Negras (108 e 164), dois grupos de combate (I grupo do Regimento de Cavalaria Cavalleggeri Guide e Skanderbeg) e dois batalhões de guarda de fronteira. Uma força de mais de 70.000 soldados italianos atacou os insurgentes, auxiliados por cerca de 20 000 membros da Milícia Muçulmana de Sandžak, Plav e Gusinje e forças irregulares albanesas das zonas fronteiriças que forneciam segurança nos flancos.  Os Vulnetari do Kosovo, principalmente da região de Đakovica, vieram para Plav e Gusinje para apoiar a contra-ofensiva italiana. A transferência de duas divisões italianas (Tarro e Cacciatori delle Alpi) para a Frente Oriental foi cancelada e foram dirigidas contra os insurgentes em Montenegro.
Num dos seus relatórios escritos em agosto de 1941, Biroli explicou que a Divisão Venezia avançou de Podgorica para Kolašin e Andrijevica. Ele relatou que esta divisão foi apoiada por tropas Alpini e forças albanesas sob o comando do capitão Prenk Cali de Vermosh e por forças de Đakovica. Apesar da feroz resistência dos insurgentes, as forças italianas conseguiram reocupar a região de Kolašin, Andrijevica e Berane, e libertaram do cativeiro 879 soldados e oficiais italianos.
Em meados de agosto, por parte da frente em direção a Rožaje comandada por Pavle Đurišić e em direção a Čakor comandada por Đorđije Lašić, os representantes rebeldes e as forças italianas organizaram negociações. A delegação de rebeldes foi chefiada por Milutin Jelić. A paz com as forças italianas foi acordada. Inicialmente os pedidos dos rebeldes eram os seguintes:
1. Os rebeldes organizariam uma nova revolta no caso de uma tentativa do governo italiano de proclamar Montenegro como um estado independente
2. Os albaneses e os militares albaneses serão proibidos de entrar no território sob controlo rebelde e serão impedidos urgentemente de incendiar as aldeias sérvias. Em troca, os rebeldes libertariam os prisioneiros que fizeram durante a revolta.
3. As forças de ocupação italianas serão consideradas tropas inimigas até ao fim da guerra.

O lado italiano aceitou partes das exigências rebeldes, concordando em parar de incendiar aldeias e em retirar as forças albanesas, enquanto os rebeldes se obrigaram a permitir que os italianos reocupassem as cidades capturadas pelos rebeldes durante a revolta. As tropas italianas recuperaram o controle de todas as cidades e rotas de comunicação em seis semanas. Biroli deu ordens para esmagar a revolta, mas direcionou suas forças para evitar "atos de vingança e crueldade inútil". No entanto, ao esmagar a revolta, dezenas de aldeias foram queimadas, centenas foram mortas e entre 10 000 e 20 000 residentes foram internados. Durante algum tempo, os irregulares muçulmanos e albaneses foram autorizados a pilhar e incendiar aldeias.
Após a contra-ofensiva, os italianos não reconstruíram os seus postos nas aldeias porque temiam voltar a ser presas fáceis dos insurgentes. Como resultado, a maior parte das zonas rurais do Montenegro não foram reocupadas. Isso permitiu que os insurgentes obtivessem comunicação, abastecimento e outras atividades mais fáceis.

### Erros esquerdistas
Após o sucesso inicial da revolta, os comunistas assumiram o controle da situação. O seu governo sangrento antagonizou muitas pessoas em Montenegro. Đilas e os Partisans conduziram um breve reinado de terror e logo perceberam que tal política tornava mais difícil para eles encontrar suprimentos e esconderijos seguros e recrutar novas forças. Os Partidários prosseguiram a política de terror em massa não só contra os seus soldados que os abandonaram após a Batalha de Pljevlja, mas também contra as suas famílias, contra os chetniks e as suas famílias, contra os comerciantes mais ricos, camponeses e quaisquer profissionais que considerassem como seus potenciais inimigos de classe. Esta política é conhecida como “desvio esquerdista”.  Em 22 de outubro de 1941, Tito demitiu Milovan Đilas do comando das forças partidárias em Montenegro por causa de seus erros durante a revolta, incluindo seus "Erros de Esquerda".

### Batalha de Pljevlja

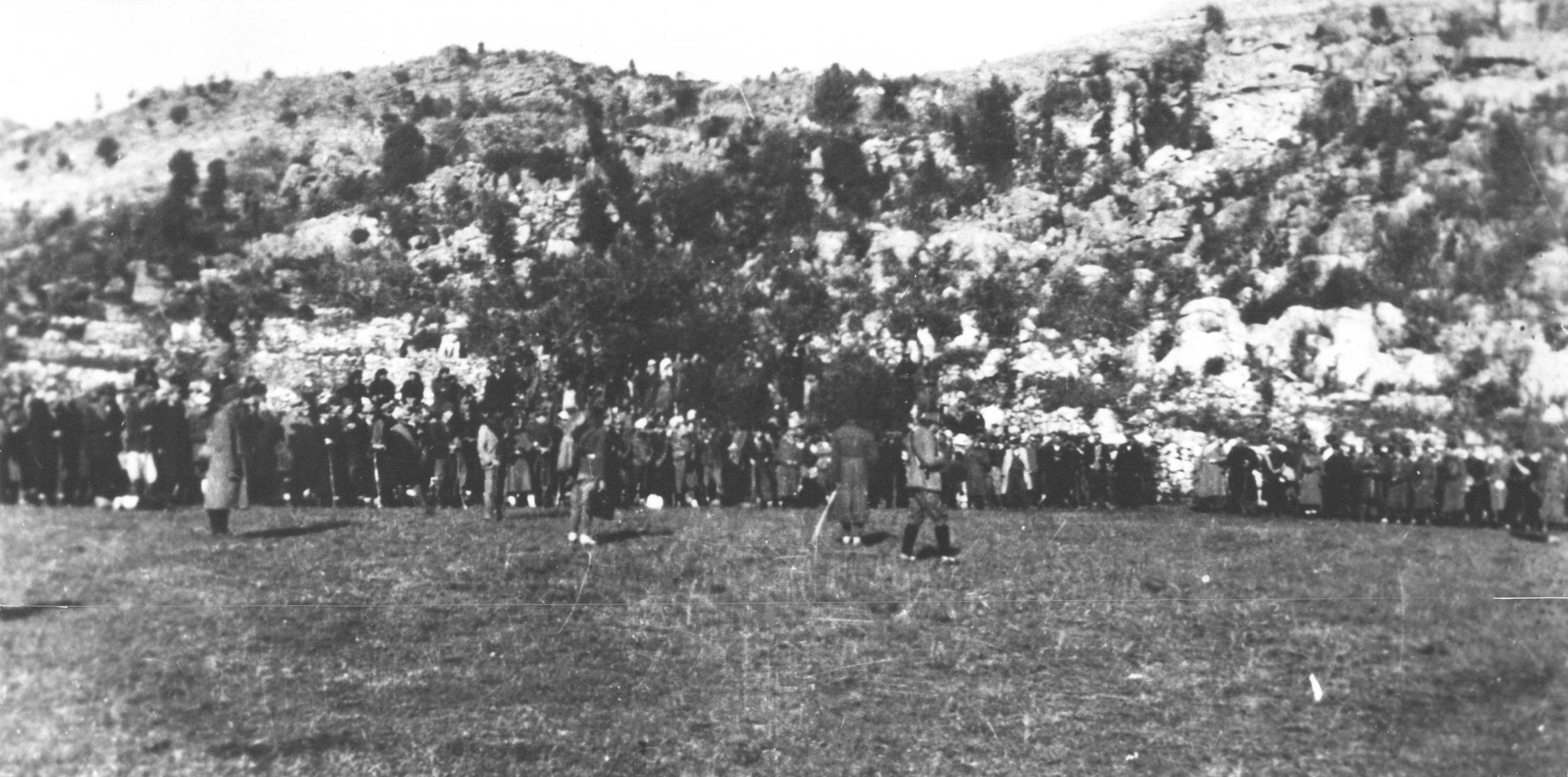
Partidários antes da Batalha de Pljevlja

Após o revés causado pela contraofensiva italiana, no final de 1941, os insurgentes se recuperaram e retomaram suas atividades. Em 1º de dezembro, as forças partidárias atacaram Pljevlja, mas não conseguiram capturá-la e recuaram após sofrer pesadas baixas.  As forças partidárias contaram 203 mortos e 269 soldados feridos. Muitos guerrilheiros abandonaram suas unidades e juntaram-se aos Chetniks. Após a derrota na Batalha de Pljevlja, os guerrilheiros aterrorizaram as pessoas, saquearam aldeias e executaram italianos capturados, "sectários" do partido e "pervertidos". A Batalha de Pljevlja foi o último grande conflito da Revolta em Montenegro. Após esta batalha, os comunistas foram expulsos de Montenegro até a primavera de 1943.

### Uma divisão entre os insurgentes
A divisão desenvolvida entre os insurgentes foi resultado das derrotas infligidas pelos italianos e da constatação de alguns deles de que o levante era liderado pelos comunistas. Os partidários estavam determinados a prosseguir com a revolução comunista, enquanto os nacionalistas reconheciam que a revolta tinha sido derrotada e queriam parar de lutar. No norte do Montenegro, havia uma distinção particular entre comunistas e nacionalistas. Os comunistas queriam continuar com a revolução voltando-se contra os seus inimigos de classe. O foco dos nacionalistas era evitar provocar os italianos, mas proteger as aldeias montanhosas caso fossem atacadas. Durante o outono, os nacionalistas contactaram os italianos e ofereceram-se para ajudá-los a combater os guerrilheiros. Posteriormente, os nacionalistas, incluindo Đurišić, que era popular no seu próprio clã Vasojević do norte de Montenegro, retiraram-se para o interior. A maioria dos comandantes nacionalistas não tomou nenhum dos lados nos confrontos esporádicos entre as forças italianas e as forças insurgentes que se tornaram cada vez mais dominadas pelos Partidários.
Houve duas razões principais para a expansão do conflito entre os dois grupos de insurgentes: uma grande derrota das forças partidárias durante o ataque à guarnição italiana em Pljevlja e o terror conduzido pelos comunistas, os chamados "Desvios de Esquerda". "Uma terra sem Chetniks foi subitamente dominada por Chetniks" em grande parte devido à política de Desvios de Esquerda que resultou numa derrota temporária do movimento Partidário em Montenegro em 1942. A revolta geral do povo de Montenegro tornou-se uma guerra civil.

## Fim da revolta
No início de novembro de 1941 Tito demitiu Milovan Đilas do comando das forças partidárias em Montenegro por causa de seus erros durante o levante, incluindo seus "Erros esquerdistas". Tito enfatizou que Đilas cometeu erros porque organizou uma luta frontal de exércitos contra um inimigo muito mais forte, em vez de conectar a luta partidária com a revolta popular e adotar métodos partidários de resistência. Đilas foi nomeado editor do jornal Borba, principal órgão de propaganda do Partido.
A revolta continuou de forma reduzida até dezembro de 1941.

## Consequências
A população da Sérvia também se voltou contra a revolta e os insurgentes comunistas devido à sua repressão e à intenção de levar a cabo uma revolução comunista. Os Partidários mudaram-se da Sérvia para a Bósnia (nominalmente NDH) e juntaram-se aos seus camaradas que já tinham deixado o Montenegro. Juntos, formaram a Primeira Brigada Proletária estabelecida por Tito em 21 de dezembro de 1941, em Rudo, sudeste da Bósnia.

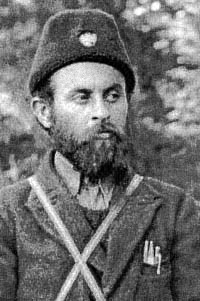
Pavle Đurišić

Em 20 de dezembro de 1941, Draža Mihailović, um proeminente líder chetnik mais tarde apoiado pelo governo iugoslavo no exílio, nomeou Đurišić comandante de todas as tropas regulares e de reserva no centro e leste de Montenegro e partes de Sandžak.  Em 21 de dezembro de 1941, os italianos declararam que responsabilizariam Montenegro se as suas tropas fossem atacadas novamente. Na segunda quinzena de dezembro de 1941, Đurišić e Lašić iniciaram a mobilização e o estabelecimento de unidades armadas separadas dos guerrilheiros. Em meados de janeiro de 1942, essas unidades estavam em conflito armado com os guerrilheiros.  Em 12 de janeiro de 1942, os italianos especificaram como pretendiam punir os montenegrinos em caso de ataque às forças italianas: 50 civis seriam executados por cada oficial italiano morto ou ferido. No caso dos soldados regulares, 10 civis seriam mortos. Biroli foi proclamado criminoso de guerra pelos crimes cometidos pelas forças italianas por ele comandadas em Montenegro. Em fevereiro de 1942, os italianos estimaram que havia cerca de 8 000 guerrilheiros e 5 000 chetniks operando em Montenegro.
No início de março de 1942, Đurišić assinou um dos primeiros acordos de colaboração entre os italianos e os chetniks. Este acordo foi com Biroli, e relativo à área de operações da 19.ª Divisão de Infantaria Venezia. Em maio de 1942, Đurišić atacou e derrotou o último destacamento partidário significativo em Montenegro. As forças partidárias foram expulsas da maior parte de Montenegro. Ao recuarem, saquearam e queimaram aldeias que não os sustentavam. As cidades permaneceram sob ocupação italiana enquanto os chetniks foram autorizados a controlar o resto de Montenegro. Os guerrilheiros retiraram-se de Montenegro e juntaram-se a outros guerrilheiros na Bósnia. Com exceção de alguns indivíduos e pequenas unidades clandestinas, os guerrilheiros não voltaram a entrar em Montenegro durante quase um ano.
Após a retirada dos Partidários do Montenegro, os Chetniks repetiram os mesmos erros que os Partidários tinham cometido, estabelecendo campos de prisioneiros, conduzindo julgamentos espectáculos e matando indiscriminadamente. Estas acções não visaram apenas os restantes comunistas, mas também contra os muçulmanos Sandzak. Os massacres de muçulmanos em Chetnik foram perpetrados em particular nas cidades de Bijelo Polje, Pljevlja e na aldeia de Bukovica. Isso resultou no estabelecimento de milícias de aldeia pelos muçulmanos para se defenderem tanto dos guerrilheiros quanto dos chetniks.

#### Sites
- Pajović, Radoje (13 de julho de 2013). «Ustanak koji nikada nije ugušen» [The uprising which was never suppressed]. Vijesti (em sérvio). Podgorica, Montenegro. Consultado em 1 de maio de 2014. Arquivado do original em 2 de maio de 2014

### Leitura Adicional
- Banac, Ivo (1988). With Stalin Against Tito: Cominformist Splits in Yugoslav Communism. [S.l.]: Cornell University Press. ISBN 0-8014-2186-1
- Maclean, Fitzroy (1957). Disputed Barricade: The Life and Times of Josip Broz-Tito, Marshal of Jugoslavia. London: Jonathan Cape
- Pajović, Radoje (1977). Kontrarevolucija u Crnoj Gori: Četnički i federalistički pokret 1941–1945 (em servo-croata). Cetinje, Yugoslavia: Obod
- Strugar, Vlado (1997). Drugi svjetski rat – 50 godina kasnije: radovi sa naučnog skupa, Podgorica, 20–22. septembar 1996 (em servo-croata). [S.l.]: Crnogorska akademija nauka i umjetnosti. ISBN 978-86-7215-089-6